# Mohamed El Badraoui
Mohamed El Badraoui (* 27. Juni 1971 in Beni Mellal) ist ein ehemaliger marokkanischer Fußballspieler.

## Sportlicher Werdegang
El Badraoui debütierte Anfang der 1990er Jahre für Raja Beni Mellal im Botola, stieg mit dem Klub jedoch am Ende der Spielzeit 1992/93 ins Botola 2 ab. 1996 wechselte er nach Tunesien zu Espérance Tunis. Unter Trainer Khaled Ben Yahia war er Stammspieler und stand im Pokalwettbewerb 1996/97 im Endspiel der Coupe de Tunisie. Sami Laaroussi erzielte den spielentscheidenden Treffer zum 1:0-Erfolg über CS Sfax. In der Spielzeit 1997/98 gelang ihm mit dem Gewinn der Meisterschaft ein weiterer Titelerfolg.
Im Sommer 1998 wechselte El Badraoui in die höchste türkische Spielklasse zu Erzurumspor FK. Im Pokalwettbewerb 1998/99 erreichte er mit der Mannschaft das Viertelfinale, in dem sie gegen Sakaryaspor ausschied. Mit fünf Treffern im Wettbewerb wurde er gemeinsam mit Ertuğrul Sağlam vom Finalisten Beşiktaş Istanbul Torschützenkönig des Wettbewerbs. Nach nur einer Spielzeit zog er zu Bursaspor weiter, wo er nur unregelmäßig spielte. Dennoch erhielt er Anfang 2000 eine Einladung zur marokkanischen Nationalmannschaft und gehörte unter Nationaltrainer Henri Michel zum Aufgebot beim Afrika-Cup 2000. Dort kam der Offensivspieler, der als Nachwuchsnationalspieler bei den Olympischen Sommerspielen 1992 erste Turniererfahrung gesammelt hatte, als Einwechselspieler im abschließenden Gruppenspiel gegen Nigeria zum Einsatz. Aufgrund einer 0:2-Niederlage schied die Auswahl vorzeitig aus dem Turnier aus.
El Badraoui schloss sich im Sommer 2000 dem Erstligisten Adanaspor an, mit dem Klub verpasste er jedoch den Klassenerhalt. Daraufhin wechselte er in die Vereinigten Arabischen Emirate, wo er beim amtierenden Meister Khor Fakkan Club unterkam. Dort beendete er später seine aktive Laufbahn.